# 群集墳
群集墳（ぐんしゅうふん）は、古墳時代後期から終末期にかけて造られた狭い区域に集中し密集度の高い古墳群のこと、また、小規模な古墳（円墳、稀に方墳）が群集している状態をいう。さらに、主に墳丘をもったものが多いが横穴墓も群集墳と呼ぶ。

## 概要
群集墳は、古墳時代後期に最盛期を迎え、しばしば山の斜面や丘陵上の比較的狭い土地に築造された。古墳同士が接するように、個々の古墳が濠や空堀で区別されることが稀であるように、古墳それぞれに名のあることが少ない。そのため、古墳郡全体を新沢千塚古墳群や岩橋千塚古墳群などと呼称し、個々の古墳を何号墳、例えば新沢126号古墳や岩橋千塚では一番大きな古墳を「天王塚」、次を「将軍塚」などと呼称している。
大阪府八尾市の高安千塚古墳群は、現在でも155基の古墳の存在が確認されている。また、少し遅れて古墳の構築が始まった大阪府柏原市の平尾山千塚古墳群は、古墳総数が千基を越えることが分かってきている。中期と後期では、古墳の大きさは違っても数が異なるため、古墳を築く事の出来る人が激増したと考えられる。
5世紀ごろからの初期群集墳は、小型化していても竪穴式石室、粘土槨、木棺直葬の埋葬施設を備え、鉄製の武器や農耕具など前期古墳と同じような副葬品をもっている。
5世紀代に形成が開始され、6世紀末まで営々と続くものから、7世紀に入って新しく形成が始まるものまで、その出現、形成、終末の時期がそれぞれ異なっている。また、埋葬施設の関しては、5世紀代から6世紀末ころまで、木棺直葬であるものから、5世紀代から横穴式石室を営むもの、5世紀後半から6世紀中葉過ぎまでは木棺直葬が中心で、6世紀後半になって横穴式石室を採用するものなど千差万別である。さらに、副葬品についても、武器や農具の副葬が主たるものから、農耕具の副葬が主たるものなど、群集墳を営んだ集団の性格を反映して、極めて多様である。

## 古墳の密集性
直径10メートルから20メートル程度の円墳が隣接する古墳と墳丘の裾が接するぐらいであるから、周濠や堤は造られていない。群集墳は、幾つかの小単位を形成しており、全体として大きな群集墳になっている。この小単位を支群と呼んでいる。
本来は約500基ほどあったと推定されている高安千塚群集墳が占有する土地の広さは、東西約500メートル、南北約400メートルの範囲。この広さは、誉田山古墳（現応神陵）1基が占める面積（兆域）とほぼ同じである。

## 主な群集墳
- 吉見百穴（埼玉県吉見町）
- 万田熊之台横穴群(神奈川県平塚市)
- 川田古墳群（石川県中能登町・七尾市、能登最大）
- 船木山古墳群（岐阜市北西部の西濃地方、200基を超す。）
- 願成寺古墳群（岐阜県揖斐川流域、100基を超す。）
- 赤坂古墳群（岐阜県揖斐川流域、100基を超す。）
- 木幡山古墳群（京都府宇治市、120基の小円墳で南山城最大、藤原氏の墓所も含む）
- 桑原遺跡群集墳(大阪府茨木市)
- 長原古墳群(大阪府大阪市)
- 平尾山千塚古墳群（大阪府柏原市、約600基、後期）
- 雁多尾畑古墳群（かりんどばた、大阪府柏原市、約400基、横穴式石室、後期）
- 和爾群集墳(奈良県天理市和爾)
- 新沢千塚古墳群(奈良県橿原市、5世紀代から初期群集墳)
- 山口千塚古墳群、寺口忍海古墳群（奈良県葛城市（旧北葛城郡新庄町））
- 石光山古墳群（奈良県御所市、5世紀後半から）
- 岩橋千塚古墳群（和歌山県和歌山市）
- 清音村峠古墳群(岡山県清音村)
- 西都原古墳群（宮崎県）